# Ghardája (vilájet)
Ghardája (arabština:  ولاية غرداية , berberština: ) je alžírský vilájet. Je pojmenována po svém hlavním městě, Ghardáje.